# La Unión de Formosa
Il La Unión de Formosa è una società polisportiva argentina con sede a Formosa.

## Storia
Fondata nel 2004 come club di pallacanestro, assume lo stato di polisportiva creando un anno dopo la sezione pallavolista, che ha cessato di esistere nel 2016.